# Andrônico I Comneno
Andrônico I Comneno (português brasileiro) ou Andrónico I Comneno (português europeu) (em grego: Ανδρόνικος Α’ Κομνηνός; romaniz.: Andronikos I Komnenos; c. 1118 – 12 de setembro de 1185) foi imperador bizantino entre 1183 e 1185. Era filho de Isaac Comneno e neto do imperador Aleixo I Comneno.

## Biografia

### Primeiros anos
Andrônico nasceu por volta de 1118 e era considerado belo, eloquente, resiliente e corajoso, um grande general e um hábil político, mas também libertino. Assim, passou sua juventude alternando entre os prazeres da vida e o serviço militar. Em 1141, foi capturado pelos turcos seljúcidas e permaneceu prisioneiro por um ano. Depois de ter seu resgate pago, foi para Constantinopla e passou a frequentar a corte de seu primo, o imperador Manuel I Comneno, de quem era um favorito. Lá, os encantos de sua sobrinha Eudóxia atraíram sua atenção e ela logo tornou-se sua amante. Em 1152, na companhia dela, partiu para assumir um importante comando na Cilícia, mas teve que retornar depois de fracassar em sua missão principal, atacar Mopsuéstia, mas logo recebeu outra província para comandar. É provável que ele tenha abandonado este segundo posto depois de um breve intervalo, pois apareceu em Constantinopla novamente e escapou por pouco de morrer nas mãos dos irmãos de Eudóxia.

### Exílio
Por volta de 1153, uma conspiração contra o imperador da qual Andrônico era parte foi descoberta e ele foi preso. Depois de sucessivas tentativas, conseguiu finalmente escapar em 1165. Depois de enfrentar inúmeros perigos, inclusive um período preso entre os valáquios, chegou a Quieve, onde seu primo, Jaroslau Osmomislo do Principado da Galícia mantinha sua corte. Sob a proteção dele, Andrônico se aliou ao imperador Manuel e, com um exército galício, juntou-se a ele numa invasão ao Reino da Hungria, ajudando a cercar Zemuno. A campanha foi um sucesso e Andrônico retornou a Constantinopla com Manuel I em 1168. Um ano depois, porém, ele se recusou a jurar fidelidade ao futuro rei Bela III da Hungria, o pretenso sucessor de Manuel, acabou expulso da corte e fugiu para a província da Cilícia.
Ainda em desgraça perante o imperador, Andrônico fugiu novamente, desta vez para a corte de Raimundo, príncipe de Antioquia. Lá, se encantou com a bela filha do príncipe, Filipa, irmã da imperatriz Maria, o que enfureceu ainda mais o imperador que forçou Andrônico a fugir novamente. Ele se refugiou com o rei Amalrico I de Jerusalém, cujas graças conquistou e que nomeou-o senhor de Beirute. Em Jerusalém, Andrônico viu Teodora Comnena, a bela viúva do rei Balduíno III e sobrinha de Manuel. Apesar de já ter 56 anos de idade, seu charme continuava o mesmo e Teodora logo foi seduzida. Para evitar a vingança do imperador, ela fugiu com Andrônico para a corte de Noradine, sultão zênguida de Damasco. Sentindo-se em perigo lá, o casal continuou fugindo numa perigosa viagem através do Cáucaso e da Anatólia até finalmente serem recebidos pelo rei Jorge III da Geórgia, cuja irmã de nome desconhecido provavelmente fora a primeira esposa de Andrônico.
Andrônico recebeu propriedades na Caquécia, no leste da Geórgia. Em 1173 ou 1174, acompanhou o exército georgiano numa expedição até Xirvão, às margens Mar Cáspio, onde Jorge III capturou a fortaleza de Xabarã dos invasores de Derbente para seu irmão, o xá de Xirvão Aquecitã I. Finalmente, Andrônico e Teodora se assentaram nas terras ancestrais dos Comnenos em Êneo (atual Ünye), às margens do Mar Negro entre Trebizonda e Sinope. No início da década de 1180, enquanto Andrônico realizava um de seus costumeiros raides em Trebizonda, seu castelo foi surpreendido pelo governador da província e Teodora e os dois filhos do casal foram presos e levados para Constantinopla. Para libertá-los, Andrônico finalmente se submeteu ao imperador, apresentando-se acorrentado perante o trono e implorando perdão. Manuel o perdoou e ele recebeu permissão para se exilar com Teodora em Êneo.

### Imperador
Em 1180, o imperador Manuel morreu e foi sucedido por seu filho de dez anos de idade Aleixo II Comneno, que estava sob a guarda de sua mãe, a imperatriz Maria, cujas origens e cultura latinas provocavam um profundo ressentimento entre seus súditos gregos. Eles se sentiam insultados pelas predileções ocidentalizadas de Manuel e serem governados por sua esposa ocidental aumentou as tensões até um ponto próximo de uma revolta. A situação deu a Andrônico a oportunidade de tomar para si a coroa. Deixando seu exílio em 1182, Andrônico avançou para Constantinopla à frente de um exército que, de acordo com fontes não-bizantinas, incluía contingentes muçulmanos. A deserção do comandante da marinha bizantina, o mega-duque Andrônico Contostefano, e do general Andrônico Ângelo, tiveram um papel fundamental ao permitir que as forças rebeldes conseguissem superar as poderosas defesas de Constantinopla.
À chegada de Andrônico logo se sucedeu o infame massacre da população latina da cidade, que controlava praticamente toda sua economia, resultando na morte de milhares de ocidentais. Acredita-se que Andrônico tenha conspirado ainda para envenenar a irmã mais velha de Aleixo II, Maria Porfirogênita, e seu marido, Rainério de Monferrato, embora a própria Maria o tenha incentivado neste caso. Logo depois, Andrônico mandou prender a imperatriz Maria e a assassinou — forçando o jovem imperador Aleixo II a mandar matar sua própria mãe — pelas mãos do eunuco Pterigeonita, suspeito de ter sido o envenenador no caso anterior, e o heteriarca Constantino Trípsico. Aleixo II foi depois compelido a reconhecer Andrônico como co-imperador perante uma multidão no terraço da Igreja de Cristo Calcita e assassinado logo em seguida, desta vez por Trípsico, Teodoro Dadibreno e Estêvão Hagiocristoforita.

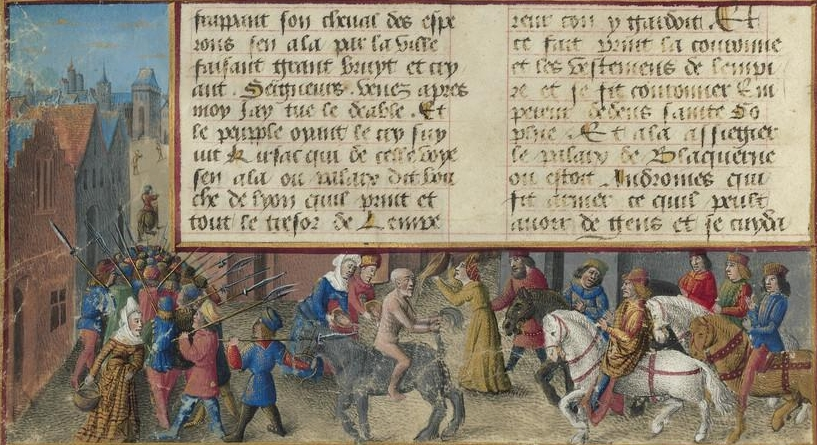
Humilhação de Andrônico Comneno.
Iluminura do século XV

O reinado de Andrônico foi caracterizado por medidas duras. Ele estava convencido a suprimir quaisquer abusos, mas, acima de tudo, a conter o feudalismo e limitar o poder dos nobres, que eram seus rivais pelo trono. O povo, que sentia diretamente a severidade de suas leis, reconhecia a justiça dessas medidas e se viu protegido da voracidade de seus superiores, corrompidos durante o período de segurança e opulência de Manuel I. Andrônico, contudo, foi se tornando cada vez mais violento e paranoico: em 1185, ele ordenou a execução de todos os prisioneiros, exilados e suas famílias por suspeita de traição com os invasores. Os aristocratas ficaram furiosos e provocaram inúmeras revoltas.
A confusão levaram a uma invasão do rei Guilherme, dos normandos da Sicília, que desembarcou em Epiro com uma poderosa força de 200 navios e 80 000 homens, incluindo 5 000 cavaleiros e marchou até Salonica, que saqueou e pilhou cruelmente, levanto à morte 7 000 habitantes. Andrônico apressadamente juntou cinco diferentes exércitos para frear o avanço do exército siciliano em marcha para sua capital, mas suas forças não foram suficientes e acabaram recuando para as colinas próximas. Ele também juntou uma frota de 100 navios para tentar evitar que frota normanda invadisse o Mar de Mármara. Os invasores foram finalmente expulsos em 1186 pelo seu sucessor, Isaac II Ângelo.

### Morte
Pelos relatos, Andrônico parece ter se decidido por eliminar completamente a aristocracia e seus planos quase deram certo. Mas, em 11 de setembro de 1185, durante uma de suas ausências da capital, Estêvão Hagiocristoforita, seu segundo no comando, tentou prender Isaac Ângelo, de cuja lealdade suspeitava, que acabou assassinando-o e se refugiou na Igreja de Santa Sofia. De lá, apelou para a população e um grande tumulto rapidamente se espalhou pela cidade.
Quando Andrônico voltou e viu que Isaac havia se auto-proclamado imperador, tentou escapar, mas foi capturado. Isaac o entregou à multidão e o imperador deposto se sujeitou à fúria e ao ressentimento da população preso num poste e constantemente surrado. Sua mão direita foi cortada e seus dentes, cabelos e o seu olho direito foram arrancados. Entre outras torturas, água fervente foi atirada no seu rosto, uma punição provavelmente associada com sua beleza e sua vida libertina. Finalmente, Andrônico foi levado até o hipódromo e pendurado pelos pés entre dois pilares. Em seguida, dois soldados latinos competiram para constatar qual deles conseguiria penetrar seu corpo mais profundamente com sua espada e o pobre imperador acabou, de acordo com os relatos, estraçalhado. A data era 12 de setembro de 1185. Ao saber da morte do imperador, seu filho e co-imperador, João, foi assassinado por suas próprias tropas na Trácia.
Andrônico I foi o último dos Comnenos a governar Constantinopla, mas seus netos, Aleixo e David, fundaram o Império de Trebizonda em 1204 depois do saque de Constantinopla pela Quarta Cruzada, um ramo da dinastia conhecida como "Grandes Comnenos" ("Megaskomnenoi").

## Família
Andrônico I Comneno se casou duas vezes e teve inúmeras amantes. De sua primeira esposa, cujo nome é desconhecido, teve três filhos:
- Manuel Comneno (nascido em 1145), que se casou com Rusudan do Reino da Geórgia, o pai dos imperadores Aleixo e David de Trebizonda;
- João Comneno (nascido aparentemente entre 1159 e 1160), que foi co-imperador com seu pai entre 1183 e 1185, quando foi assassinado;
- Maria Comnena.

Com sua amante Teodora Comnena, Andrônico I teve os seguintes filhos:
- Aleixo Comneno (c. 1170–1199), um suposto antepassado da família georgiana dos Andronicachivili;[9]
- Irene Comnena (nascida ca. 1169), que se casou por um curto período com Aleixo Comneno, um filho do imperador Manuel I Comneno com Teodora Vatatzina.[carece de fontes?]

## Atribuição
- Este artigo incorpora texto  (em inglês) da Encyclopædia Britannica (11.ª edição), publicação em domínio público.